# NGC 7498
NGC 7498 في الفهرس العام الجديد، هي مجرة، تقع في كوكبة الدلو. اكتشفت في 24 سبتمبر 1864 بواسطة ألبرت مارث.

## روابط خارجية
- NGC 7498 على موقع ويكي سكاي: DSS2, SDSS, GALEX, IRAS, Hydrogen α, X-Ray, Astrophoto, Sky Map, Articles and images